# غورنيي كليوتشي

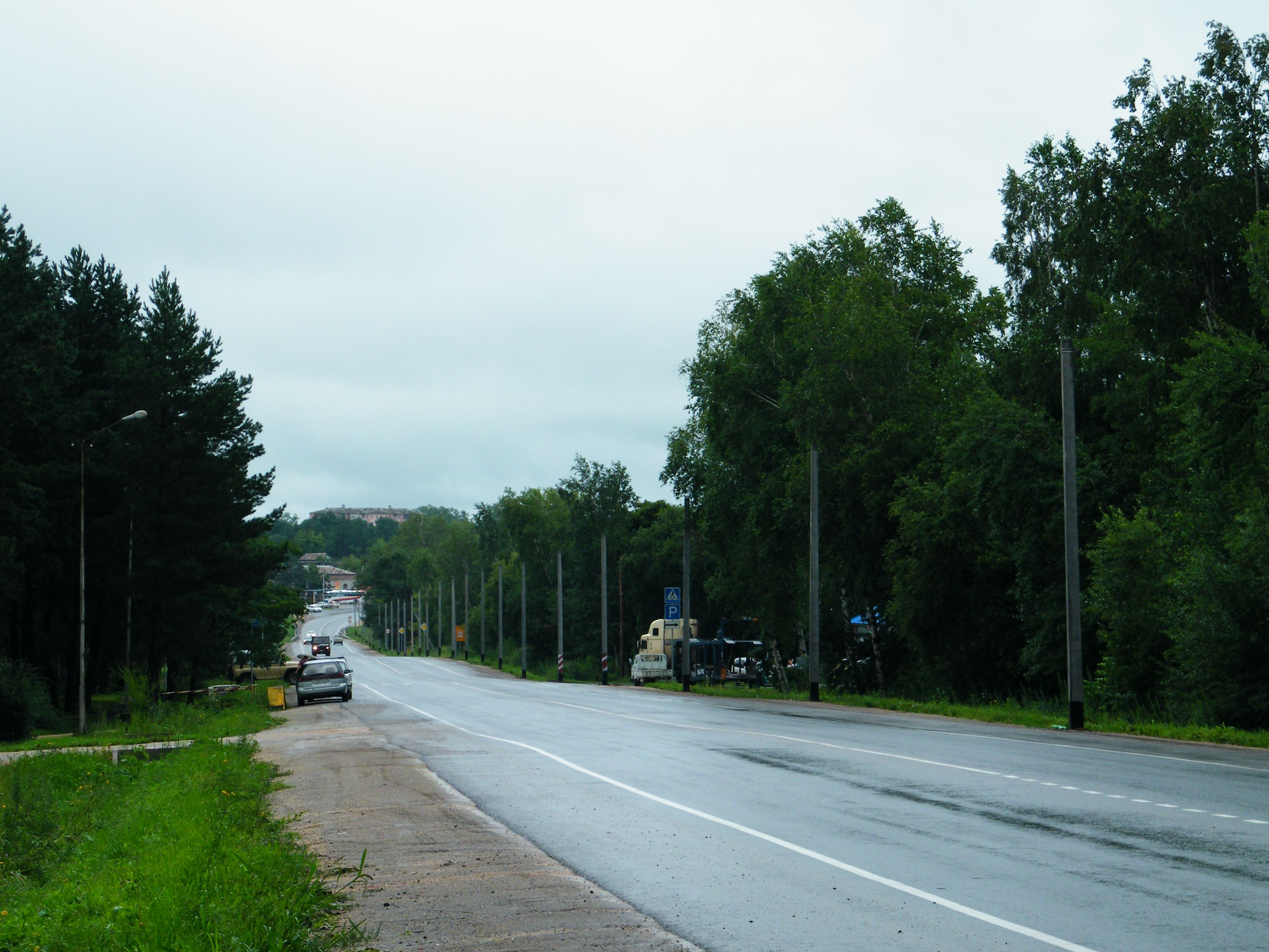

غورنيي كليوتشي (بالروسية: Горные Ключи) هي مدينة في مقاطعة بريمورسكي كراي في روسيا.
يبلغ عدد سكانها حوالي 4899   نسمة.